# Metropolis: Suite I (The Chase)
Metropolis: Suite I (The Chase) é o extended play de estreia da músico estadounidense Janelle Monáe, lançado em 24 de agosto de 2007 pela Bad Boy Records. Produzido por Monáe, Control Z, e Chuck Lightning, o EP introduz os conceitos da série Metropolis de Monáe, seguir um conto de ficção de mulheres android Cindi Mayweather, que é produzido em massa no ano de 2719 para um mercado cheio de estratificação social grave.
O EP debutou no número 115 da parada dos Estados Unidos Billboard 200, com 5.200 cópias vendidas na primeira semana. Foi relançado como uma edição especial em 12 de agosto de 2008 e produziu três singles, "Violet Stars Happy Hunting!", "Sincerely, Jane.", e "Many Moons". Após a sua liberação, Metropolis Suite I foi revisado positivamente por críticos de música, com "Many Moons" sendo nomeado para a Melhor Performance de Urban/Alternative no 51º Grammy Awards.

## Faixas
| N.º            | Título                          | Compositor(es)                                                           | Duração |  |
| 1.             | "March of the Wolfmasters"      | Irvin, Joseph, Monáe, Wolfmaster Z                                       | 1:27    |  |
| 2.             | "Violet Stars Happy Hunting!!!" | Irvin, Joseph, Monáe, Parker, Robinson, Wolfmaster Lightning             | 3:13    |  |
| 3.             | "Many Moons"                    | Irvin, Joseph, Monáe, Parker, Robinson, Wolfmaster Lightning             | 5:33    |  |
| 4.             | "Cybertronic Purgatory"         | Irvin, Joseph, Monae, Robinson, Wolfmaster Lightning, Wolfmaster Z       | 1:39    |  |
| 5.             | "Sincerely, Jane."              | Control Z, Irvin, Joseph, Monae, Robinson, Wolfmas, Wolfmaster Lightning | 5:36    |  |
| Duração total: | Duração total:                  | Duração total:                                                           | 17:30   |  |

| Edição especial |                                        |         |  |
| N.º             | Título                                 | Duração |  |
| 6.              | "Mr. President"                        | 4:59    |  |
| 7.              | "Smile"                                | 3:58    |  |
| 8.              | "Violet Stars Happy Hunting!!! (Edit)" | 3:13    |  |

## Desempenho nas paradas musicais
| Parada musical (2008)                             | Melhores posições |
| ------------------------------------------------- | ----------------- |
| Estados Unidos (Billboard 200)                    | 115               |
| Estados Unidos (Billboard Top R&B/Hip-Hop Albums) | 20                |
| Estados Unidos (Billboard Top Heatseekers)        | 2                 |